# 雲林縣立蔦松藝術高級中等學校
雲林縣立蔦松藝術高級中等學校，簡稱蔦松藝術高中或蔦藝高，位於臺灣雲林縣水林鄉，是一所藝術教育單科型高級中等學校。學生數約400多人，其中包含國際生。2019年8月1日由「雲林縣立蔦松國民中學」和「雲林縣立麥寮高級中學藝術實驗分班」合併改制升格。以古典藝術教學著名。

## 校史
1970年代初，雲林縣議員黃顯惠聯合當地村長、熱心教育人士，爭取設立國民中學，1972年（民國61年）8月創設雲林縣立水林國民中學蔦松分部，在水林國中校長王淵景主導下購置校地，1975年8月獨立設雲林縣立蔦松國民中學，學區包括松北、松中、松西、相埔、溫底、蕃薯、山腳等七村，當時一個年級有四班，全校三個年級共12班。首任校長吳景南。
隨著臺灣社會變遷，農村人口外流，再加上少子化，招生困難，學生人數漸減。2010年4月飛天藝術團隊與雲林縣政府達成共識，9月全臺106位學生轉至該校，成立藝術才能班。100學年度（2011年8月至2012年7月）起藝術才能班學生轉學籍至雲林縣立麥寮高級中學，仍使用本校校舍上課、住宿。102學年度起由財團法人雲林縣傳統教育基金會接受雲林縣府委託公辦民營，是中華民國第一所公辦民營的藝術中學，另外為了提供畢業生高中銜接，成立雲林縣立麥寮高級中學藝術實驗分班，仍設於蔦松國中。他們得到了美國紐約飛天藝術學院的師資、課程經驗支援。同學年度起在普通班外設立舞蹈、音樂、美術等班。2019年8月1日，原蔦松國中、麥寮高中藝術實驗分班合併，改制為雲林縣立蔦松藝術高級中等學校。

## 班別

### 高中部
- 舞蹈科：主修中國古典舞，教授古典舞基本訓練、身韻身法、技術技巧（毯子功等）與民族民間舞等四項課程。

- 美術科：以文藝復興時期至法國學院派寫實路線為主，強調紮實的素描基本功訓練，並搭配色彩（水彩）、藝術鑑賞等課程，高中亦可選修專業課油畫、雕塑、多媒體設計、服裝設計。

- 音樂科：主修器樂，有個別授課。分別有室內樂和交響樂團型式合奏，其音樂班編制包含中國樂器和西洋樂器。

### 國中部
- 普通班
- 舞蹈班
- 美術班
- 音樂班

## 國際交流
2021年2月，大阪岸和田文化會館23日起至28日舉辦「台灣學校古典藝術作品日本巡迴展」和「台灣小學校作品特別展」，現場展出雲林縣蔦松藝術高中、嘉義市精忠國小、新竹縣尖石鄉錦屏國小和新竹縣新豐鄉新豐國小的古典藝術與版畫創作作品。

## 姊妹校
- 美国加州：舊金山藝術高中（San Francisco High School of the Arts）[5]

## 外部連結
- 雲林縣立蔦松藝術高級中等學校
- 蔦松藝術高級中等學校｜頻道.乾淨世界.
- . 乾淨世界.   [2024-02-06]. （原始内容存档于2024-02-06） （中文（臺灣））.
- . 乾淨世界.   [2024-02-06]. （原始内容存档于2024-02-06） （中文（臺灣））.
- .   [2024-02-06]. （原始内容存档于2019-08-19）.
- . 親子天下選擇學校平台 （中文（臺灣））.